# Empire State Cobras
Die Empire State Cobras waren ein US-amerikanisches Inlinehockeyfranchise aus Glens Falls im Bundesstaat New York. Es existierte im Jahr 1996 und nahm an einer Spielzeit der professionellen Inlinehockeyliga Roller Hockey International teil. Die Heimspiele des Teams wurden im Glens Falls Civic Center ausgetragen.

## Geschichte
Das Team war vor der Saison 1996 von Phoenix im Bundesstaat Arizona, wo es als Phoenix Cobras spielte, verkauft und nach Glens Falls im Bundesstaat New York umgesiedelt worden, wo es 1996 unter Cheftrainer Murray Eaves als Empire State Cobras am Spielbetrieb der Roller Hockey International teilnahm. In seiner einzigen Saison qualifizierte sich das Team für die Playoffs, dort unterlag es im Conference-Halbfinale den Orlando Jackals.
Zur Spielzeit 1997 wurde das Franchise erneut verlegt, diesmal nach Buffalo im Bundesstaat New York, wo es als Buffalo Wings in den Saisons 1997 und 1999 am Spielbetrieb der Roller Hockey International teilnahm. 
1996 hatten die Cobras einen Zuschauerschnitt von 815 und fanden sich im Vergleich der anderen Teams abgeschlagen auf dem letzten Platz wieder. Der Zuschauerkrösus Anaheim Bullfrogs hatte einen Schnitt von 9871.
Die Teamfarben waren Schwarz, Weiß, Rot und Grau.

## Saisonstatistik
Abkürzungen: Sp = Spiele, S = Siege, N = Niederlagen, OTN = Niederlagen nach Overtime oder Shootout, Pkt = Punkte, T = Erzielte Tore, GT = Gegentore
| Saison | Sp | S  | N | OTN | Pkt | T   | GT  | Platz        | Playoffs                                           |
| 1996   | 28 | 16 | 7 | 5   | 37  | 202 | 168 | 1., Atlantic | Niederlage im Conference-Halbfinale, 1:2 (Orlando) |

## Bekannte Spieler
- Daniel Doré
- David Goverde
- Samuel Groleau
- Mark Major
- Chris Palmer
- Oļegs Sorokins